# Deriacrus simoni
Deriacrus simoni is een hooiwagen uit de familie Cranaidae.